# フランスの地方分権
フランスの地方分権（La décentralisation en France）とは、フランスにおける「国から地方自治体（コミュニティ）へと行政権限を移行を含む、国家組織の再編過程を意味する」.